# 納倫
納倫（羅馬化：Naryn），清治時期稱之納林，是吉爾吉斯的城鎮，也是納倫州的首府，位於該國中部納倫河畔，面積40.51平方公里，海拔高度2,044米，每年平均降雨量310毫米，2009年人口34,822。

## 外部連結
- Celestial Mountains Travel Encyclopedia of Kyrgyzstan [English]
- Naryn Photo Gallery[永久] [English]
- Photos from Naryn [English]